# Miguel Luis Amunátegui

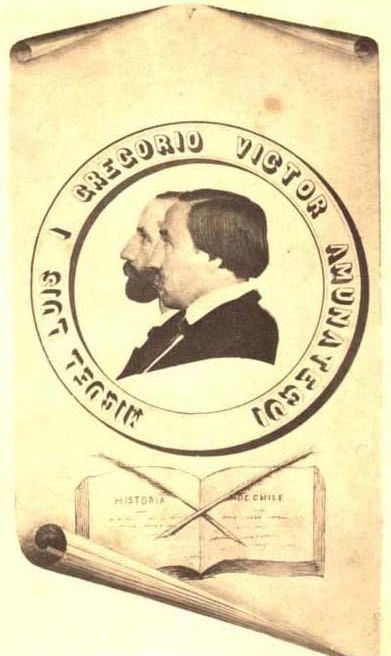
Imatge dels Germans Amunátegui.

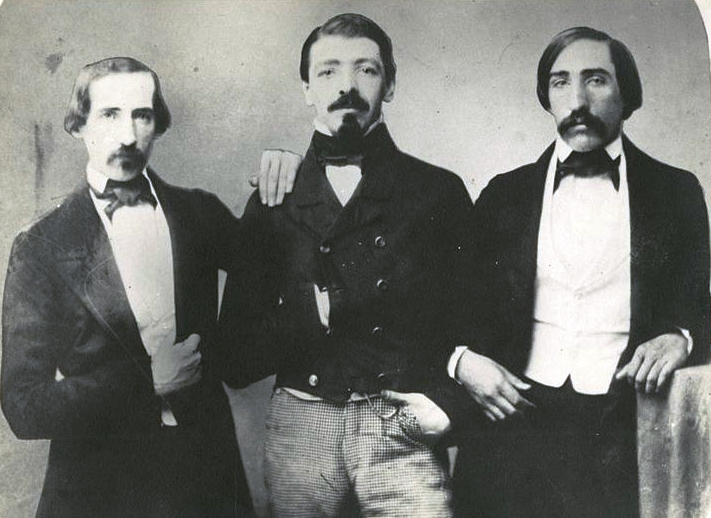
Miguel Luis Amunátegui, Domingo Santa María i Gregorio Víctor Amunátegui el 1848.

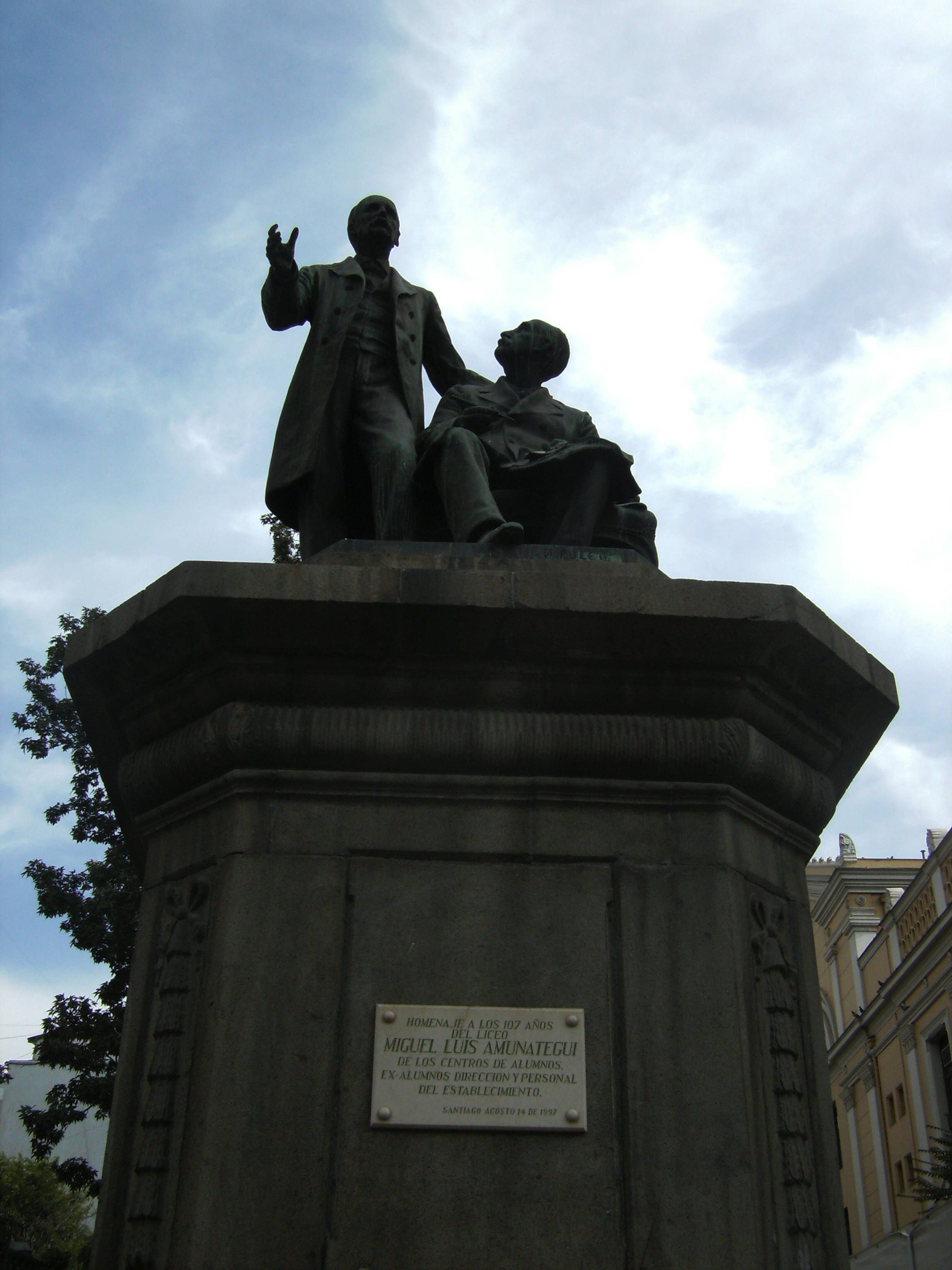
Estàtua dels Germans Amunátegui, obra de Denys Puech, a un costat de la Casa Central de la Universitat de Xile.

Miguel Luis Amunátegui Aldunate (1828-1888) fou un historiador xilè del segle xix, considerat l'hereu intel·lectual del savi xilè-veneçolà Andrés Bell. Junt amb el seu germà Gregorio Víctor Amunátegui Aldunate (1830-1899) foren coneguts com els Germans Amunátegui.
Era fill de José Domingo Amunátegui Muñoz i Carmen Aldunate Irarrázaval. Va tenir altres germans a més de Gregorio Víctor, entre els quals va destacar Manuel Amunátegui Aldunate (1835-1892), qui no obstant això no va ser historiador i es va centrar en l'activitat judicial.
Promovien la importància de l'educació primària associant la idea de progrés a l'expansió de l'educació pública.
El President Germán Riesco, en conjunt amb els veïns de Santiago, va fer erigir un monument en el seu honor, obra de l'escultor francès Denys Puech, avui instal·lat en el frontis de la Universitat de Xile.

## Obres
Junt amb el seu germà:
- La reconquista española: apuntes para la Historia de Chile: 1814-1817 (1851)
- Una conspiración en 1780 (1853)
- De la instrucción primaria en Chile: lo que es y lo que debe ser (1853), considerada fonamental per la seva transcendència.

Junts van guanyar amb diverses memòries els certàmens de la Facultat d'Humanitats de la Universitat de Xile, en els anys 1850, 1852 i 1853, aquest últim any amb l'obra De la instrucción primaria en Chile.
Miguel Luis Amunátegui:
- Biografía del jeneral Borgoño (1848)
- Títulos de la República de Chile a la soberanía i dominio de la estremidad austral del continente americano (1853)
- La dictadura de O'Higgins (1853)
- Biografías de americanos (1854)
- De la instrucción primaria en Chile: lo que es, lo que debería ser (1856)
- Compendio de la historia política y eclesiástica de Chile (1856)
- Jeografia de la juventud de Sud-América : redactada según los mejores tratados modernos y mui esmerada en la parte relativa a las repúblicas hispano-americanos, principalmente la parte de Chile (1856)
- Juicio crítico de algunos poetas hispano-americanos (1861)
- Descubrimiento i conquista de Chile (1862)
- La cuestión de límites entre Chile i Bolivia (1863)
- Los precursores de la independencia de Chile (1870)
- La Encíclica del Papa León XII contra la independencia de la América española (1874)
- La crónica de 1810 (1876)
- El terremoto del 13 de mayo de 1647 (1882)
- Vida de don Andrés Bello (1882)
- Vida del general don Bernardo O'Higgins (su dictadura, su ostracismo), con Benjamín Vicuña Mackenna (1882)
- Corona fúnebre a la memoria del señor Benjamín Vicuña Mackenna (1886)
- Acentuaciones viciosas (1887)
- Memorias científicas y literarias: lengua castellana: acentuaciones viciosas (1887)